# Nanomesh

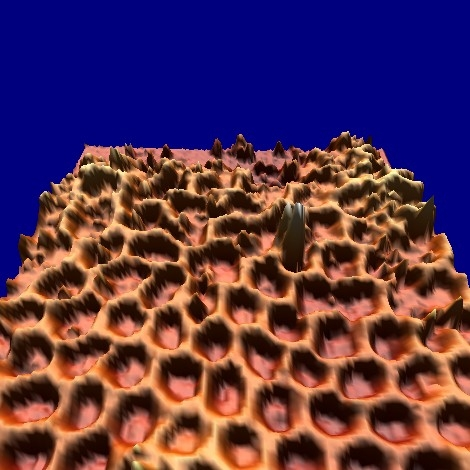
Visione prospettica di un nanomesh. La distanza tra i due pori centrali è di 3,2nm e i pori sono profondi 0,05nm

Il nanomesh è un nuovo materiale inorganico nanostrutturato bidimensionale, simile al grafene. Fu scoperto nel 2003 all'università di Zurigo in Svizzera.
Consiste di un singolo strato di atomi di boro (B) e azoto (N), che si forma per autoassemblaggio una maglia altamente regolare dopo essere stata esposta ad alte temperature di una pulizia di Rodio o rutenio su una superficie di borazina sotto condizioni di ultra alto vuoto.